# Acleris napaea
Acleris napaea is een vlinder uit de familie bladrollers (Tortricidae). De wetenschappelijke naam is voor het eerst geldig gepubliceerd in 1912 door Meyrick.
De soort komt voor in Europa.